# UNIP
De United National Independence Party (Nederlands: Verenigde Nationale Onafhankelijkheidspartij) is een Zambiaanse politieke partij. De partij was van 1964 tot 1991 de regeringspartij van Zambia onder president Kenneth Kaunda.
De UNIP werd in 1959 opgericht als voortzetting van de in 1958 door de Britse autoriteiten in Noord-Rhodesië (thans Zambia) verboden Zambia African National Congress (ZANC) van Kenneth Kaunda. In 1960 werd Kaunda tot voorzitter van de UNIP gekozen.
In 1964 werd Kaunda president van Zambia dat onafhankelijk was geworden. In 1972 fuseerde de enige oppositiepartij van enige invloed, het ANC van Harry Nkumbula, met Kaunda's UNIP. Na een referendum in december 1973, waarbij 88% van de stemgerechtigden zich uitsprak voor een eenpartijstaat, werd de UNIP de enige toegestane partij in Zambia. Sindsdien mochten alleen UNIP-leden zich kandideren voor een zetel in de Nationale Vergadering. Wel werden er in de kiesdistricten voorverkiezingen gehouden met meerdere kandidaten.
In december 1990, na ongeregeldheden en een mislukte couppoging tegen Kaunda, besloot deze het politieke systeem van Zambia te liberaliseren. Nog in datzelfde jaar werd het machtsmonopolie van de UNIP opgeheven. Bij de presidentsverkiezingen van 1991 werd Frederick Chiluba van de Movement for Multi-Party Democracy (Beweging voor Meerpartijendemocratie) tot president van Zambia gekozen.
In 2001, 2011, 2015 en 2016 was Tilyenji Kaunda, de zoon van Kenneth Kaunda, presidentskandidaat namens de UNIP. Hij leidt de partij sinds 2001.

## Partijorganisatie
Van 1973 tot 1990 was de UNIP de enige toegestane partij. Aan het hoofd van de partij stond de voorzitter (Kenneth Kaunda). Tweede in de partijhiërarchie was de secretaris-generaal. De voorzitter en de secretaris-generaal hadden automatisch zitting in het Centraal Comité van de UNIP. Hoewel er een parlement was, werden de belangrijke beslissingen altijd in het Centraal Comité genomen. In tegenstelling tot andere landen met een eenpartijstelsel werd er in Zambia een scherpe scheiding aangebracht tussen staat en partij. Dit betekende dat een minister niet altijd lid was van het Centraal Comité waardoor partij en staat niet zo erg verstrengeld waren.

## Ideologie
De officiële ideologie van de UNIP was het Zambiaans humanisme, een vorm van het Afrikaanse socialisme. Het Zambiaans humanisme werd in 1970 aangenomen als partijleer. Het Zambiaans humanisme bevat zowel elementen uit het christendom als uit de Afrikaanse tradities. Uitgangspunt was de waardigheid van ieder mens en zijn plaats in de samenleving. Zowel politiek liberalisme (kapitalisme) als marxistisch socialisme (communisme) worden afgewezen. Gemeenschapszin speelt een belangrijke rol, maar het individu en dienst potenties mogen niet op de achtergrond raken. Streven naar maatschappelijk succes, klassenbewustzijn en het streven naar persoonlijk gewin worden verworpen.

## Zetelverdeling
| Zetelverdeling Nationale Vergadering | Zetelverdeling Nationale Vergadering | Zetelverdeling Nationale Vergadering | Zetelverdeling Nationale Vergadering |
| jaar                                 | %                                    | zetels                               | totaal                               |
| ------------------------------------ | ------------------------------------ | ------------------------------------ | ------------------------------------ |
| 1962                                 | -                                    | 14                                   | 45                                   |
| 1964                                 | -                                    | 55                                   | 75                                   |
| 1968                                 | 73                                   | 81                                   | 110                                  |
| 1973                                 | 100                                  | 125                                  | 136                                  |
| 1978                                 | 100                                  | 125                                  | 136                                  |
| 1983                                 | 100                                  | 125                                  | 136                                  |
| 1988                                 | 100                                  | 125                                  | 136                                  |
| 1991                                 | 25                                   | 25                                   | 159                                  |
| 1996                                 | 0                                    | 0                                    | 159                                  |
| 2001                                 | 10,5                                 | 13                                   | 159                                  |
| 2006                                 | 22,5                                 | 26                                   | 159                                  |
| 2011                                 | 0,6                                  | 0                                    | 159                                  |
| 2016                                 | 0,2                                  | 0                                    | 159                                  |

## Voorzitters
- 1959-1992 : Kenneth Kaunda
- 1992-1995 : Kebby Musokotwane[9]
- 1995-2000 : Kenneth Kaunda
- 2000-2001 : Francis Nkhoma
- 2001-heden: Tilyenji Kaunda

## Verwijzingen
1. ↑  J. Momba: POLITICAL PARTIES AND THE QUEST FOR DEMOCRATIC CONSOLIDATION IN ZAMBIA, Eisa Publishing, Johannesburg Zuid-Afrika 2005, p. 16
2. ↑  J.J. Grotpeter, B.V. Siegel: Historical Dictionary of Zambia, Scarecrow Press, Inc., Lanham, MD. / Londen, V.K. 19982, p. 439
3. ↑  D.I. Ray: Dictionary of The African Left, Calgary University 1989, p. 226
4. 1 2  Ray 1989:226
5. ↑  Ray 1989:226, "Social Democracy"
6. 1 2 3  Grotpeter, Siegel 1998:479
7. ↑  UNIP boycot de verkiezingen.
8. ↑  Onderdeel van een kartel
9. ↑  Grotpeter, Siegel 1998:443